# Bilichild (echtgenote van Theudebert II)
Bilichild (ook Bilichilde, Bilithilde, Bilichildis, Bilihildis; - 610) was een Frankische koningin en de eerste vrouw van Theudebert II, koning van Austrasië. 
Volgens de kroniek van Fredegar zou Bilichild oorspronkelijk als lijfeigene zijn gekocht door Brunhilde, de grootmoeder van Theudebert II. Vanwege haar schoonheid werd ze rond 600 door Theudebert II tot echtgenote genomen. Ze had met hem een zoon, Chlotharius, en een dochter met een onbekende naam, die in 604 verloofd was met de minderjarige troonopvolger van de koning van de Longobarden, Adoald. Theudebert zou Bilichild in 610 eigenhandig hebben vermoord vanwege vermeende huwelijksontrouw.